# Slaget vid Rocroi
Slaget vid Rocroi var ett slag mellan Frankrike och Spanien i det trettioåriga kriget. Det stod i den lilla staden Rocroi i departementet Ardennes i norra Frankrike, den 19 maj 1643. Fransmännen segrade. Slaget vid Rocroi innebar början till slutet för Spanien som stormakt. Det innebar också slutet på terciosystemet och man övergick till linjärt organiserade infanteriregementen av svensk-holländsk typ.